# Le soldatesse

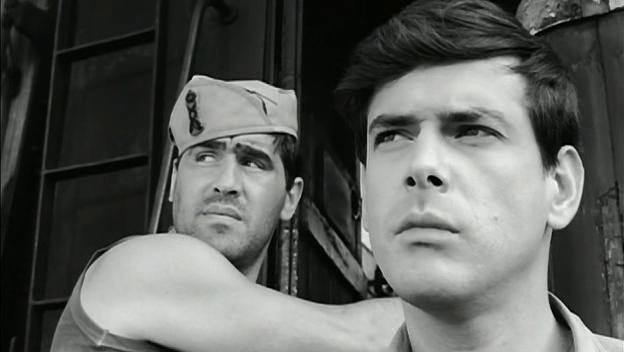
Screenshot van de film Le soldatesse (1965)

Le soldatesse is een Frans-Italiaanse film van Valerio Zurlini die werd uitgebracht in 1965.
Het scenario is gebaseerd op de gelijknamige roman (1956) van Ugo Pirro.

## Verhaal
Griekenland, 1941, tijdens de Grieks-Italiaanse Oorlog. De Italiaanse luitenant Gaetano Martino is een jonge militair die de ellende en de dood om zich heen niet langer verdraagt. Hij wil niet langer in Athene blijven. Zijn kolonel vertrouwt hem een nieuwe opdracht toe: op diverse locaties, richting Albanië, twaalf prostituees afleveren die de militairen aan het front moeten 'opvrolijken'. De meisjes zijn allen min of meer tot prostitutie gedwongen om te kunnen overleven. 
De extraverte en sympathieke sergeant Castagnoli is zijn vrachtwagenchauffeur. Na een tijdje ziet Martino zich verplicht de Italiaanse majoor Alessi mee te nemen, een onaangename en egoïstische man. Onderweg in de bergen hebben ze onder meer af te rekenen met de zwarthemden. Eigenlijk vindt Martino deze missie vernederend maar gaandeweg ontstaat tussen hem en de dames solidariteit, begrip en zelfs genegenheid. 

## Rolverdeling
| Acteur            | Personage                         |
| ----------------- | --------------------------------- |
| Tomas Milian      | luitenant Gaetano Martino         |
| Anna Karina       | Elenitza                          |
| Marie Laforêt     | Eftikia                           |
| Lea Massari       | Toula                             |
| Mario Adorf       | sergeant Castagnoli, de chauffeur |
| Valeria Moriconi  | Ebe                               |
| Aleksandar Gavric | majoor Alessi                     |
| Guido Alberti     | kolonel Gambardella               |
| Milena Dravić     | Aspasia                           |